# Anissa Khelfaoui
Anissa Khelfaoui (în arabă أنيسة خلفاوي; n. 29 august 1991, Kiev, Ucraina) este o scrimeră algeriană specializată pe floretă, laureată cu trei medalii de bronz la Campionatul African.

## Carieră
S-a născut în Kiev dintr-o mamă ucraineană, Tatiana Nasonenko, antrenoară de scrimă, și dintr-un tată algerian. Se întâlniseră cei doi în Moscova, unde tatăl studia biochimia. Anissa a crescut la Dely Brahim, lângă Alger, apoi familia ei s-a mutat în Canada, la Montréal.
Primul sport a fost gimnastica, apoi înotul sincron. S-a apucat de scrimă la vârsta de 12 ani sub îndrumarea mamei sale. A devenit campioana Quebecului la categoria de vârstă atât la floretă, cât și la spadă. Chiar dacă putea concura pentru Canada, a ales să reprezinte Algeria, țara tatălui, în competiții internaționale.
La vârsta de 16 ani s-a calificat la individual la Jocurile Olimpice din 2008 de la Beijing, după ce a câștigat turneul de calificare al zonei Africa, învingând-o în finală pe tunisianca Sarra Besbes. A fost prima scrimeră algeriană să concureze la Jocurile Olimpice, precum și cea mai tânăra sportivă din delegația algeriană. A fost învinsă în turul întâi de americanca Hanna Thompson, scorul fiind 11–2. 
După Olimpiada de la Beijing a trecut printr-o perioadă slabă: Federația algeriană de scrimă fiind suspendată de forul internațional timp de trei ani din cauza unor nereguli electorale, nu a putut concura la competiții internaționale. Totuși, s-a calificat din nou la Jocurile Olimpice din 2012 prin turneul de calificare pre-olimpic. S-a oprit încă o dată în primul tur, fiind bătută de ucraineanca Olha Leleiko cu scorul 15–4. 
În 2015 a cucerit medalia de bronz la Jocurile Africane de la Brazzaville.
În prezent studiază kinesiologia la Universitatea Québec din Montreal. Este pregătită din cadrul lotului național de românul Mugur Codreanu. Sora sa mai mică, Louiza, este și ea o floretistă de performanță.

## Palmares
Clasamentul la Cupa Mondială (floretă)
| An  | 2008 | 2009 | 2010 | 2011 | 2012 | 2013 | 2014 | 2015 |
| --- | ---- | ---- | ---- | ---- | ---- | ---- | ---- | ---- |
| Loc | 60   | 351  | 48   | 51   | 46   | 48   | 40   | 38   |

## Legături externe
- en Anissa Khelfaoui la Olympedia.org